# Giuseppe Cataldo
Pour les articles homonymes, voir Cataldo.
Giuseppe Cataldo (en anglais : Joseph Mary Cataldo), né le 17 mars 1837 à Terrasini en Sicile (Italie) et mort le 9 avril 1928 à Pendleton aux États-Unis, est un prêtre jésuite sicilien. Missionnaire parmi les indigènes du nord-ouest américain, il est considéré comme le fondateur de l'université Gonzaga de Spokane.

## Biographie

### Formation et engagement missionnaire
Bien que de santé fragile (et même déclaré incurable par les médecins) Giuseppe est admis le 22 décembre 1852 au noviciat jésuite de Palerme, en Sicile. En 1860, Garibaldi expulse tous les jésuites d'Italie. Aussi Giuseppe fait-il sa formation théologique chez les Jésuites belges, à Louvain où il est ordonné prêtre le 8 septembre 1862, à Liège. Ému par les lettres du missionnaire Pierre-Jean De Smet, Giuseppe Cataldo se porte volontaire pour la mission des montagnes Rocheuses dans la partie Nord-occidentale des États-Unis. Dès après son ordination il s'embarque pour l'Amérique (fin 1862) et après quelque temps passé à Boston (Massachusetts) pour apprendre l’anglais, il traverse le pays pour achever sa théologie à Santa Clara (Californie) où il reste en 1864-1865 pour enseigner au scolasticat. En raison de problèmes de santé, il doit un temps renoncer aux missions indiennes auxquelles il était destiné. Après un temps de repos à Panama il est en poste à l'université jésuite de Santa Clara, en Californie. Après son rétablissement, il est envoyé vers le nord pour évangéliser les Spokanes.
Doué pour les langues, Cataldo fut capable, quelques mois après son arrivée dans le Nord-Ouest américain, de se faire comprendre dans la langue des Cœurs d’Alène et celle des Spokanes. Envoyé en novembre 1866 parmi les Spokanes, il construisit sur leurs terres une église-école: institution qui accueille enfants autochtones et européens. Dans ce lieu qu'il nomma 'Mount saint Michael' fut installé aussi le scolasticat jésuite (maison qui forme les futurs prêtres jésuites). Plus tard, il fonda un autre poste missionnaire parmi d'autres Amérindiens: les Nez-Percés de l’Idaho. En 1867, il construisit la première église blanche à Lewiston, dans le nord de l’Idaho, qui sera plus tard le centre du développement de l’Église dans les vastes régions de l’Idaho et de Washington.

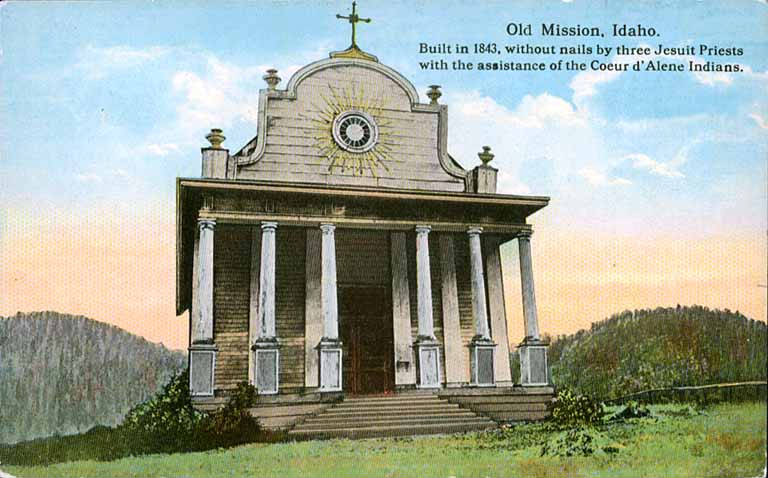
L'église du Sacré-Coeur est le plus ancien bâtiment de l'Idaho. C'est là que Cataldo fit sa profession religieuse en 1870

### Supérieur de la mission du Nord-Ouest
Le père Cataldo fut nommé supérieur de la mission en 1877. Une de ses responsabilité fut de résoudre les fréquents conflits entre les tribus du nord, et particulièrement les Nez-Percés, qui devenaient guerres féroces contre les Blancs. La guerre des Nez-Percés de 1877 fut dévastatrice. Si son prestige et autorité morale faisaient de lui un légat de paix: les résultats obtenus (après négociations et accords) étaient souvent en défaveur des populations indigènes.   
En tant que supérieur religieux, il participa (1884) au troisième concile plénier historique de Baltimore. Puis, à la demande pressante de l’archevêque de Vancouver Charles-Jean Seghers et de l’évêque Jean-B. Brondel, il se rendit en Europe à la recherche de jésuites pour le travail missionnaire, en expansion rapide dans le nord-ouest. De nombreux volontaires, tels que Louis Taelman, James Rebmann et Raphaël Crimont, se présentèrent qui devinrent plus tard le nucleus de la province jésuite d’Oregon. 

### Les universités: Spokane et Seattle
En 1887, le 'Gonzaga College' ouvrit ses portes à Spokane, dans l’État de Washington. Dès 1881 Cataldo participa à la fondation de cette institution qui deviendra l'université Gonzaga de Spokane, l'œuvre de sa vie,. D'autres institutions éducatives furent fondées à Saint-Paul et Saint-François-Xavier (Montana), à Sainte-Marie (Washington) et à Sainte-Croix (Alaska).  Sous sa direction le père Victor Garrand, ancien missionnaire en Syrie,  fonde en 1891 la première paroisse catholique de Seattle, dans l’État de Washington. Le même Garrand, avec Adrian Sweere, fonda une école pour les garçons. Cette initiative aboutit ensuite à la création, à Seattle, de trois institutions qui devinrent florissantes: l’Université de Seattle, le collège Matteo Ricci et une deuxième paroisse.

### Retour sur le champ missionnaire
Après avoir dirigé la mission durant 16 ans, Cataldo est enfin relevé de son poste de supérieur religieux des Jésuites en 1893. Il continua à travailler dans la mission, y compris en Alaska (1901-1903). Au cours de ses années dans la mission, il maîtrisa dix langues indiennes et composa des écrits catéchétiques en plusieurs d’entre elles. Il rendit de tels services aux peuples indigènes, comme aux Blancs, de la région que, malgré sa grande fragilité physique, il est considéré comme l’un des grands missionnaires et éducateurs de son temps.  
Missionnaire dans l'âme il resta actif jusqu’à la fin. Quelques années avant sa mort, en 1924, Cataldo est encore associé à la fondation à Slickpoo près de Kamiah (Idaho) d'une mission auprès des Nez-Percés. Malgré sa santé précaire, le père Giuseppe Cataldo vécut jusqu’à l’âge de 92 ans: Se retirant à Pendleton dans la réserve indienne d'Umatilla (Oregon) il y mourut le 9 avril 1928. 

## Souvenir et reconnaissance publique
- La municipalité de Cataldo, dans l'Idaho, a été nommée en son honneur. Il s'agit en fait d'une ancienne mission de Cataldo.

## Écrits
- Jesus-Christ-Nim. Kinne uetas-pa kut Ka-Kala Time-Nin i-ues Pilep-eza-pa Taz-pa Tamtai-pa Numipu-timt-ki (une vie de Jésus-Christ, d'après les quatre évangiles, dans la langue des Nez-Perçés), Portland, 1914
- Autobiography of Kauilks Metatcopnin, dans Jesuit Missions, vol. 1 (1927), p. 13-14, 53-54, 75-78, 95-96, 114-116